# Mike Haridopolos

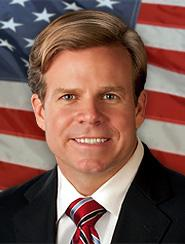
Mike Haridopolos (2012)

Michael John „Mike“ Haridopolos (* 15. März 1970 in Huntington (New York)) ist ein Hochschullehrer für Politikwissenschaft und ein US-amerikanischer Politiker der Republikaner. Er war Abgeordneter im Repräsentantenhaus von Florida, saß von 2008 bis 2010 im Senat von Florida und war 2010 bis 2012 Präsident des Senats. 2024 wurde Haridopolos im 8. Kongresswahlbezirk Floridas in das Repräsentantenhaus der Vereinigten Staaten gewählt.

## Leben
Nachdem Haridopolos in Garden City (New York) die High School besucht hatte, studierte er von 1988 bis 1992 amerikanische Geschichte an der Stetson University und schloss dort mit dem Bachelor ab. Für seinen Masterabschluss in Geschichte studierte er dann bis 1993 an der University of Arkansas. 1999 erlangte er den Doktortitel (Ph.D.) als Historiker an der University of Arkansas.
Ab 1993 bis 2007 war er Dozent (Lecturer) für Geschichte und Politik am Brevard Community College in Florida. Seit 2005 betreibt er die MJH Consulting Co. Von 2008 bis 2014 lehrte er Politikwissenschaft an der University of Florida. 2013 bis 2018 war Mike Haridopolos als Politikberater bei der Stronach Group tätig. Seit 2017 tritt er als politischer Kommentator bei WOFL-TV auf.

## Politik
Von 2000 bis 2003 gehörte Mike Haridopolos als Abgeordneter dem Repräsentantenhaus von Florida an. Anschließend vertrat er bis 2012 den 26. Wahlkreis im Senat von Florida. Von 2010 bis 2012 war er für zwei Jahre Präsident des Senats von Florida.

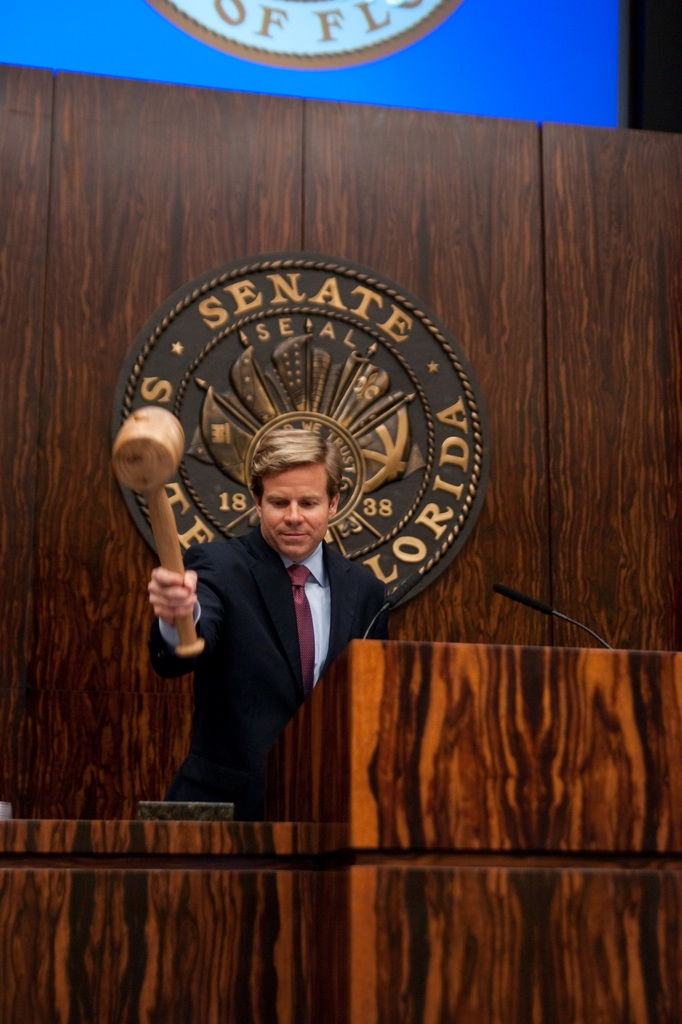
Mike Haridopolos als Senatspräsident

Er kandidierte in den US-Senatswahlen 2012, zog aber seine Kandidatur im Juli 2011 noch vor den Vorwahlen zurück. Zuvor war ein Buchvertrag mit dem Brevard Community College über das Buch Florida Legislative History and Processes bekannt geworden. Er hatte 152.000 Dollar erhalten, das Buch 2007 fertiggestellt, aber das Buch war nicht veröffentlicht worden. Hinzu waren Fragen zur Vergabe der Dozentenposition an der University of Florida und die Möglichkeit der Vorladung in einem Strafverfahren um Korruptionsvorwürfe gegen einen ehemaligen Parteivorsitzenden der Republikaner Floridas gekommen. Kurz nach dem Bekanntwerden des Buchvertrages wurde das Buch als E-Book bei Amazon Kindle angeboten. Entgegen dem Titel beschrieb es persönliche Ansichten Haridopolos zum Führen von Wahlkämpfen und weniger die Geschichte und Verfahren der Gesetzgebung.
Kurz nachdem Mike Haridopolos im 8. Kongresswahlbezirk seine Kandidatur zur Wahl 2024 angemeldet hatte, verzichtete der Amtsinhaber Bill Posey auf eine erneute Wiederwahl und sprach eine Wahlempfehlung für Haridopolos aus. Er erhielt außerdem Wahlempfehlungen von Donald Trump, den US-Senatoren für Florida Marco Rubio und Rick Scott, von Gouverneur Ron DeSantis und allen übrigen bundesstaatsweit gewählten Amtsträgern. Er ging damit als Favorit in die Vorwahl und gewann mit 72,1 %. Auch die Hauptwahl im 8. Wahlbezirk im November 2024 entschied Haridopolos gegen die Demokratin Sandy Kennedy mit 62,2 % für sich.

## Veröffentlichungen
- Michael J. Haridopolos/Amy E. Hendricks: 10 big issues facing our generation, Harcourt Brace Custom Publishers 1998, ISBN 978-0-15-567778-4
- Michael J. Haridopolos: Florida Legislative History and Processes, Brevard Community College 2011 (E-Book)
- Mike Haridopolos/Peter Dunbar: The Modern Republican Party in Florida, 2019, University Press of Florida, ISBN 978-0-8130-6612-7